# Eritromicina

Composição química

A eritromicina (erythromycinum) é uma das substância antibacteriana do grupo dos macrolídeos. Foi descoberta em 1952 por McGuire e sua equipe.

## Histórico
O cientista Filipino Abelardo Aguilar enviou algumas amostras de solo a equipe de pesquisa liderada por J. M. McGuire que conseguiu isolar Eritromicina dos produtos metabólicos de uma cepa de Streptomyces erythreus ("Saccharopolyspora erythraea") encontrado nas amostras .
O pedido de proteção de patente do composto e patentes dos EUA 2.653.899 foi concedida em 1953 e o produto foi lançado comercialmente em 1954 sob a marca Ilosone devido as amostras terem sido encontradas na região filipina de Iloilo.

## Indicações
A eritromicina é utilizada frequentemente em infecções por Streptococcus, Haemophilus influenzae, Mycoplasma pneumoniae, Legionella pneumophila, em uretrites não gonocócitas e no acne vulgaris.

## Atividade Antimicrobiana
A eritromicina é habitualmente bacteriostática, mas em altas concentrações pode ser bactericida contra microrganismos muito sensíveis.

## Efeitos colaterais
Pode causar diarreias devido a modulação intestinal. A eritromicina estimula os receptores da motilina, que é um hormônio que promove estimulo da acetilcolina no músculo liso intestinal.
Pode causar má disposição, náuseas e desconforto abdominal.

## Precauções
A eritromicina pode não estar aconselhada a mulheres grávidas ou a amamentar, bem como a doentes hepáticos e renais graves ou com alterações do ritmo cardíaco. No caso de hipersensibilidade a este medicamento, deve ser evitada a sua toma futura.

## Interações Medicamentosas
- Potencializa os efeitos da carbamazepina, dos corticosteroides e da digoxina.
- Pode aumentar o tempo de protrombina ao ser administrada com anticoagulantes orais.
- O uso concomitante de eritromicina com clindamicina ou cloranfenicol pode resultar em uma inibição competitiva.

## Classificação
- MSRM
- ATC
  - D10AF02
  - J01FA01
  - S01AA17